# Selbständige Evangelisch-Lutherische Kirche
Die Selbständige Evangelisch-Lutherische Kirche (SELK) ist eine lutherische Kirche altkonfessioneller Prägung in der Rechtsform einer Körperschaft des öffentlichen Rechts mit Sitz in Hannover. Die Kirche bezeichnet sich selbst als lutherische Bekenntniskirche. SELK-Gemeinden gibt es in ganz Deutschland.

## Geschichte
Die kirchengeschichtliche Entstehung und Entwicklung freier und staatsunabhängiger evangelisch-lutherischer Kirchen bis zur heutigen Selbständigen Evangelisch-Lutherischen Kirche sind äußerst komplex.
Die älteste und größte Vorgängerkirche war die Evangelisch-lutherische (altlutherische) Kirche, welche aufgrund der Auseinandersetzungen um die staatlich angeordnete Union von lutherischer und reformierter Kirche in Preußen im Jahr 1830 entstand. Bis 1972 (für die Bundesrepublik Deutschland) bzw. bis 1991 (für die Deutsche Demokratische Republik) blieb diese lutherische Kirche selbständig. 1972 (West) bzw. 1991 (Ost) trat sie der SELK bei.
In der Auseinandersetzung mit Rationalismus und anderen theologischen Richtungen des 19. Jahrhunderts entstanden auch in anderen Teilen Deutschlands selbständige evangelisch-lutherische Kirchen:
- die Evangelisch-Lutherische Kirche in Baden; diese trat 1965 jedoch wieder aus der (alten) SELK aus und ist bis heute eine selbständige lutherische Kirche geblieben
- die Hannoversche evangelisch-lutherische Freikirche
- die Hermannsburg-Hamburger Freikirche
- die Selbständige Evangelisch-Lutherische Kirche in Hessen (Darmstadt)

Die vier letztgenannten lutherischen Bekenntniskirchen schlossen sich 1945 zur (alten) Selbständigen Evangelisch-Lutherischen Kirche zusammen. Im Jahr 1950 schloss sich die Renitente Kirche ungeänderter Augsburgischer Konfession in Hessen (Kassel; Althessische Kirche) als fünfte Kirche der (alten) SELK an.
Die (alte) Selbständige Evangelisch-Lutherische Kirche war föderativ strukturiert. Die Leitung hatte ein fünfköpfiges Superintendentenkollegium unter Vorsitz des Kirchensuperintendenten. Dieses Amt hatten unter anderem Lic. Werner Srocka (Hermannsburg, Landkreis Celle) und Horst Brügmann (Wriedel, Landkreis Uelzen) inne.
Die (alte) SELK schloss sich 1972 mit zwei weiteren lutherischen Kirchen altkonfessioneller Prägung, nämlich
- der Evangelisch-lutherischen (altlutherischen) Kirche (auf dem Gebiet der Bundesrepublik Deutschland) und
- der Evangelisch-Lutherischen Freikirche (ebenfalls auf dem Gebiet der Bundesrepublik Deutschland) zur heutigen Selbständigen Evangelisch-Lutherischen Kirche zusammen.[4]

Dieser Kirche schlossen sich 1976 die Evangelisch-Lutherische Bekenntniskirche in der Diaspora und 1991 die Evangelisch-lutherische (altlutherische) Kirche auf dem Gebiet der DDR als weitere Kirchen an. Damit erreichte sie das heutige Verbreitungsgebiet ihrer Gemeinden. Sie umfasst jedoch nicht alle selbständigen, also keiner Landeskirche angehörenden, lutherischen Gemeinden in Deutschland. So existiert weiterhin die Evangelisch-Lutherische Kirche in Baden, die sich seit 1983 wieder in Kirchengemeinschaft mit der SELK befindet, und die Evangelisch-Lutherische Freikirche. Zu dieser besteht keine Kirchen- und Abendmahlsgemeinschaft. Die Evangelisch-Lutherische Freikirche hat diese 1989 aufgekündigt.

## Lehre
Die SELK definiert ihre Lehre anhand der Bibel und der Lutherischen Bekenntnisschriften. Diese Haltung war bereits für die Gründung der Vorgängerkirchen entscheidend, beispielsweise aus der Ablehnung der 1817 staatlich angeordneten und teilweise gewaltsam durchgesetzten Union von lutherischer und reformierter Kirche in Preußen zur Evangelischen Kirche in Preußen. Heute übt die SELK Zurückhaltung bzw. verhält sich ablehnend gegenüber bestimmten Tendenzen im Luthertum wie z. B. liberalen, feministischen oder politischen Deutungsmodellen der Bibel oder der Bekenntnisschriften. Damit steht die SELK für eine konservative Traditionslinie lutherischer Theologie.

### Die lutherischen Bekenntnisschriften

Die Lutherrose: ein Symbol der Evangelisch-Lutherischen Kirchen

Die lutherischen Bekenntnisschriften gelten für die SELK als einzig gültige und verbindliche Auslegung der Bibel. Darum bindet sich die SELK an die Lutherischen Bekenntnisschriften, weil sie den Aussagen der Bibel entsprechen; diese quia-Bindung ist in der Konkordienformel in der Einleitung „Vom summarischen Begriff“ grundgelegt. Somit ist die SELK eine konkordienlutherische Kirche. Dennoch sind die lutherischen Bekenntnisschriften von der Bibel zu überprüfen (norma normata), auch wenn diese normative Anwendung wiederum von einer streng angewandten lutherischen Auslegungstradition geprägt ist. Im Unterschied dazu binden sich die Lutherischen Landeskirchen in der VELKD an die Lutherischen Bekenntnisschriften, insofern (quatinus-Bindung) sie mit der Bibel übereinstimmen. Diese andere Interpretation ermöglicht es, ein weitaus größeres und liberaleres Auslegungsspektrum zu vertreten und innerhalb einer Kirche auch gegensätzliche Positionen zuzulassen.
Im Bekenntnisstand der SELK befinden sich folgende lutherische Bekenntnisschriften:
- Die altkirchlichen Glaubensbekenntnisse (auch ökumenische Bekenntnisse genannt)

1. Das Nicänische Glaubensbekenntnis (325/381)
2. Das apostolische Glaubensbekenntnis (ca. 200)
3. Das athanasische Glaubensbekenntnis (ca. 250)

- Das ungeänderte Augsburger Bekenntnis (CA = Confessio Augustana) (1530)
- Die Verteidigungsschrift des ungeänderten Augsburger Bekenntnisses (Apologie CA) (1530/31)
- Der Kleine Katechismus Martin Luthers (1529)
- Der Große Katechismus Martin Luthers (1529)
- Die Schmalkaldischen Artikel Martin Luthers (1537)
- Von der Gewalt des Papstes (De potestate papae) des Philipp Melanchthon als Anhang zu den Schmalkaldischen Artikeln
- Die Konkordienformel (Formula Concordiae 1577)

Diese lutherischen Bekenntnisschriften sind im Konkordienbuch von 1580 zusammengefasst.

### Die vier lutherischensoli
Die vier soli der lutherischen Reformation finden in der Lehre der Selbständigen Evangelisch-Lutherischen Kirche ihre Entsprechung:
- Die Heilige Schrift, Altes und Neues Testament, ist das unfehlbare Wort Gottes, nach welchem alle Lehre und Lehrer zu beurteilen sind (sola scriptura). Die Bibel ist darum norma normans (sie normiert jegliche Norm).
- In Lehre und Praxis ist Jesus Christus allein der Mittelpunkt dieser Kirche (solus Christus).
- Die Rechtfertigung des Sünders allein aus Gnade (sola gratia) kommt in der biblischen Verkündigung von Gesetz und Evangelium und der einsetzungsgemäßen Spendung der Sakramente zum Ausdruck.
- Die Rechtfertigung wird allein durch den Glauben (sola fide) ergriffen.

### Sakramente
Die Bekenntnisschriften der evangelisch-lutherischen Kirche kennen im engeren Sinne drei Sakramente: Taufe, Abendmahl und Beichte:

„Vere igitur sunt sacramenta baptismus, coena Domini, absolutio quae est sacramentum poenitentiae.“

„Wahrhaft jedoch sind Sakramente die Taufe, das Mahl des Herrn, die Absolution, d. h. das Bußsakrament.“

Die Kriterien, was als Sakrament gelten kann, werden beschrieben als „Riten, die das Mandat Gottes haben und denen eine Verheißung der Gnade beigegeben ist“.
Ausgehend von der Apologie der Confession Augustana wendet sich die SELK gegen ein Verständnis, das die Sakramente lediglich auf zwei – nämlich Taufe und Abendmahl – beschränken möchte. Das Augustinuszitat „Kommt das Wort zum Element, so wird daraus ein Sakrament“, werde in den lutherischen Bekenntnisschriften nur an einigen Stellen zitiert, jedoch nicht als „lutherische“ Sakramentsdefinition, sondern immer nur in Abwehr eines für falsch gehaltenen quasi-magischen Sakramentsverständnisses, bei dem die Wirksamkeit der Sakramente an anderen Kriterien als am Wort festgemacht wird, wie beispielsweise im Großen Katechismus über das Abendmahl. Luther nutzte die augustinische Formel dort nur, um festzustellen, dass die sakramentale Wirkung nicht aus einer persönlich dem Priester innewohnenden Weihegewalt fließe, sondern ausschließlich aus der Kraft des Wortes Gottes. Gleichfalls im Großen Katechismus spricht Luther ausdrücklich von der Buße bzw. Beichte als drittem Sakrament. Auch in ApolCA XIII wird Augustinus kurz erwähnt, aber auch hier nur, um das Wort als eigentliche Kraft der Sakramente zu unterstreichen (verbum visibile / „sichtbares Wort“). Das vere igitur sunt kennzeichnet das, was Sakramente sind. Die drei genannten werden dann in unterschiedlichen Abstufungen von denjenigen Handlungen unterschieden, die man ggf. auch Sakrament nennen könnte.
Die Ordination (Priesterweihe) nimmt einen Sonderstatus zwischen den Sakramenten und den weiteren kirchlichen Handlungen ein, die den Bekenntnissen zufolge unter bestimmten Voraussetzungen „auch als Sakrament bezeichnet“ werden könnten. Wenn man, so die lutherischen Bekenntnisschriften, das „Sakrament des Ordens wollt nennen ein Sakrament von dem Predigtamt und Evangelio, so hätte es kein Beschwerung, die Ordination ein Sakrament zu nennen.“
Die Ordination wird in der SELK sakramental verstanden. Sie versteht das geistliche Amt im lutherischen Sinne als von Gott gestiftetes Amt der Evangeliumsverkündigung und Sakramentsverwaltung und nicht (dagegen richtet sich die Apologie) als sacerdotales Opferpriestertum im römisch-katholischen Sinne. Die Sakramentalität der Ordination gewährleistet die Objektivität des Hirtenamtes (im anti-donatistischen Sinn; Donatismus) und entspricht dem Grundsatz, dass das Heil den Menschen extra nos („von außerhalb“, „außerhalb unserer selbst“) zukommt.
Ferner kann in Bezug auf die Apologie des Augsburgischen Bekenntnisses auch die Eheschließung/Trauung sakramental verstanden werden (Apologie der Confessio Augustana, Artikel 13). Nach dem Zeugnis der Heiligen Schrift ließen sich auch die Konfirmation sowie die Krankensalbung als apostolisch bezeugte sakramentale Handlungen rechtfertigen, durch welche die göttliche und heilsame Gnade wirksam vermittelt wird (Jak 5,14 ff. , Apg 8,16 ff. ).

#### Die heilige Taufe
Die Taufe wird auf den Namen des Dreieinigen Gottes, Vater, Sohn und Heiliger Geist, mit Wasser vollzogen. Für die SELK ist die Heilige Taufe ein Sakrament, da sie von Christus angeordnet wurde (vgl. Matthäus 28). Nach lutherischer Überzeugung tilgt sie die Erbschuld. So wirkt sie Vergebung der Sünden, erlöst von den Unheilsmächten Tod und Teufel. Durch die Taufe wird der Täufling sowohl theologisch als auch kirchenrechtlich Glied der Kirche. Die SELK übt die Kindertaufe, Erwachsenentaufen sind nur möglich, wenn der Täufling nicht als Säugling getauft wurde, wobei vor dem Empfang der Taufe ein Taufunterricht stattfindet, der in der Regel die 10 Gebote, das apostolische Glaubensbekenntnis, das Vaterunser, Taufe, Abendmahl und Beichte umfasst. Eine Wiedertaufe wird als Verneinung der Wirksamkeit des Taufsakramentes strikt abgelehnt.
Die Selbständige Evangelisch-Lutherische Kirche hat durch ihren Bischof am 29. April 2007 im Magdeburger Dom mit zehn anderen Kirchen (u. a. die römisch-katholische Kirche, die Evangelische Kirche in Deutschland und orthodoxe Kirchen) die Magdeburger Erklärung unterzeichnet, indem die Taufe der Signatarkirchen gegenseitig anerkannt wird.

#### Das heilige Abendmahl

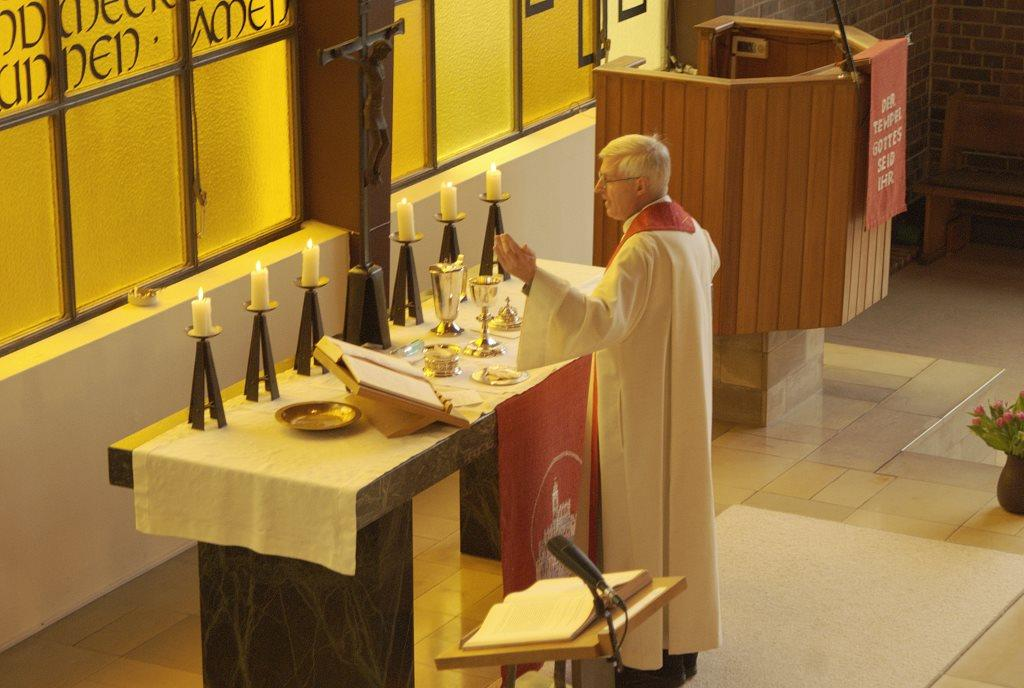
Präfationsgebet

Das heilige Abendmahl wird in der SELK häufig gefeiert, in einigen ihrer Gemeinden sonntäglich. Die SELK bekennt sich zum lutherischen Verständnis der Realpräsenz, der wirklichen Gegenwart von Christi Leib in, mit und unter dem Brot und Christi Blut in, mit und unter dem Wein. Die Verwendung von Traubensaft oder anderen Elementen als Brot und Wein wird als stiftungswidrig abgelehnt. In der Konsekration über den Elementen werden Brot und Leib Christi, Wein und Blut Christi zu einer sakramentalen Einheit verbunden. Bei der Kommunion empfangen die Glaubenden Leib und Blut Christi zum Heil, diejenigen, die den Abendmahlsworten nach 1 Kor 11,29 ff.  nicht glauben, zum Unheil. Die SELK praktiziert einen geschlossenen Abendmahlstisch, nach dem nur Glieder der SELK und von Kirchen, mit denen Kirchen- und Abendmahlsgemeinschaft besteht, zum Empfang des Sakramentes zugelassen werden. Jedoch kann in besonderen Ausnahmefällen eine gastweise Zulassung ausgesprochen werden. Diese liegt im seelsorgerlichen Ermessen des Ortspfarrers.
Ein symbolisches Abendmahlsverständnis wird abgelehnt. Aus diesem Grund hat die SELK die Leuenberger Konkordie nicht unterzeichnet und lehnt auch infolgedessen Kirchen- und Abendmahlsgemeinschaft mit Gliedkirchen der EKD ab.
Auch Glieder anderer Kirchen mit einem ähnlichen Abendmahlsverständnis, mit denen aber aufgrund anderer theologischer Lehrunterschiede keine Kirchen- und Abendmahlsgemeinschaft besteht, sind, außer in seelsorgerlichen Einzelfällen, nicht zum Sakramentsempfang zugelassen.

#### Die heilige Beichte

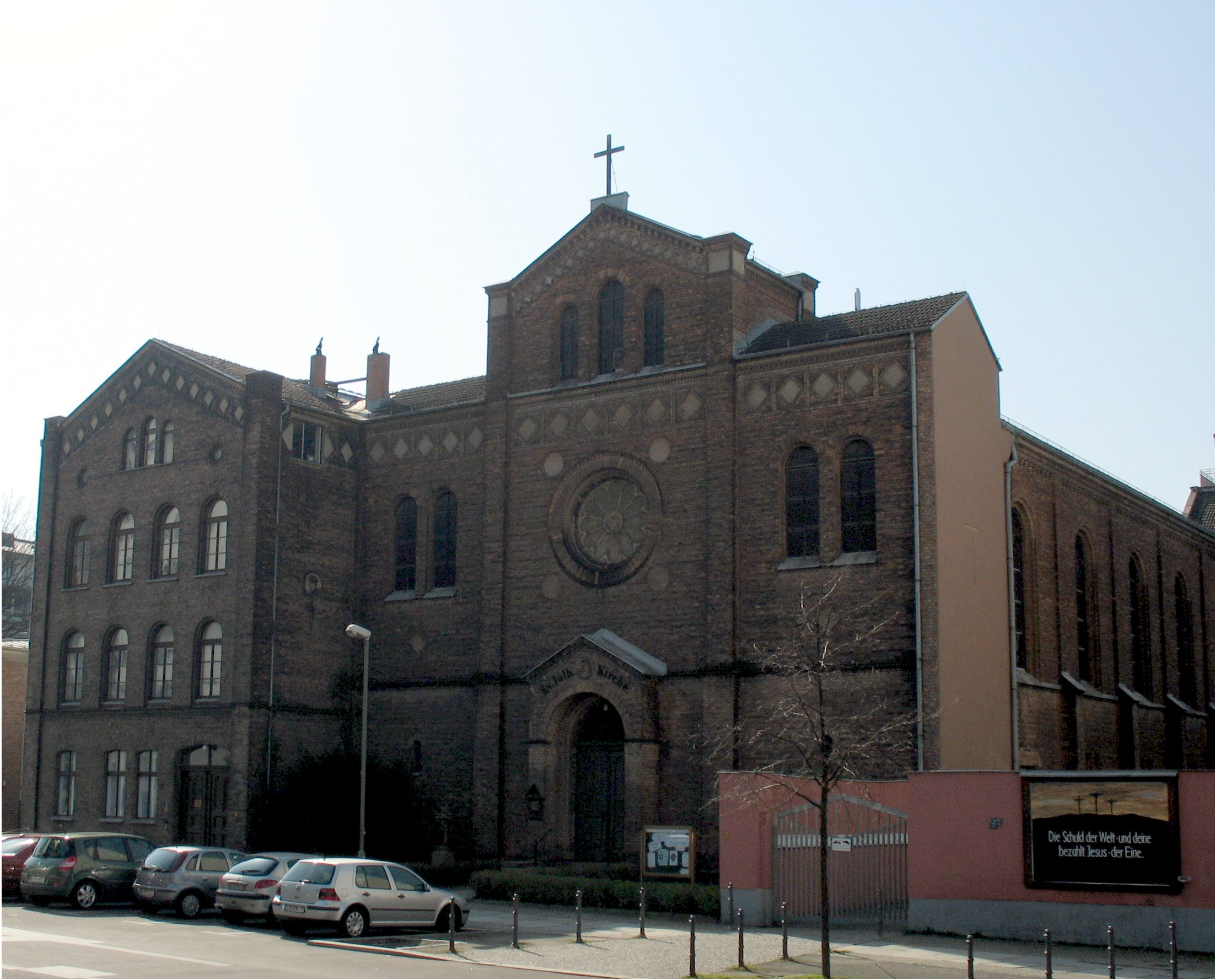
Evangelisch-Lutherische Kirche Annenstraße, Berlin-Mitte

Von der Lehre ausgehend, dass jeder Mensch ein Sünder und daher unbedingt auf die Gnade und Vergebung Gottes angewiesen sei, und aufgrund der großen Bedeutung der Rechtfertigung in der lutherischen Theologie hat die Beichte einen hohen Stellenwert in der SELK. Einzel- oder auch Privatbeichte vor einem Pfarrer ist in der kirchlichen Ordnung vorgesehen, aber nicht vorgeschrieben. Im Normalfall findet die Beichte daher in gemeinsamer Form im Rahmen eines Gottesdienstes statt.
In der Regel wird die Beichte nach lutherischem Verständnis vor jedem Abendmahlsgottesdienst gefeiert. Sie umfasst in der sogenannten „Allgemeinen Beichte“ Sündenbekenntnis und Absolution unter Handauflegung durch den Pfarrer. Ebenso gibt es die Privatbeichte vor dem Pfarrer. Die Beichte wird verstanden als Zuspruch und Zueignung der Rechtfertigung des Sünders. In einigen Gemeinden gibt es vor dem Sakramentsgottesdienst einen gesonderten Beichtgottesdienst mit Beichtansprache.
Der zentrale Stellenwert der Rechtfertigung des Sünders zeigt sich im liturgischen Ablauf: Grundsätzlich werden die Stiftungsworte Jesu (Johannes 20) verlesen, das Beichtgebet entweder gemeinsam oder für die Gemeinde vom Pfarrer gesprochen, und die Beichtfragen gestellt: „Bekennst du deine Sünden, bereust du deine Sünden, glaubst du, dass die Vergebung, die ich dir zuspreche, Gottes Vergebung ist?“ Auf alle drei Fragen, die der Pfarrer an die Gemeinde richtet, antwortet der, der die Lossprechung empfangen möchte, mit „Ja“. Hierauf verweist der Pfarrer auf seine in der Ordination von Christus übertragene Vollmacht: „In Kraft des Befehls, den der Herr seiner Kirche gegeben hat, verkündige ich als berufener Diener Gottes euch die Gnade Gottes. Tretet herzu und empfangt Gottes Vergebung.“ Die Beichtenden treten zum Altar und knien nieder. Der Pfarrer legt jedem Einzelnen die Hand auf und spricht: „Dir sind deine Sünden vergeben.“ Zum Schluss spricht er zu allen, die am Altar knien: „Im Namen Gottes des Vaters, des Sohnes und des Heiligen Geistes. Gehet hin im Frieden des Herrn.“ Die Beichte schließt mit einem Dankgebet und einem Segensvotum. Entweder wird der Beichtgottesdienst mit einer Liedstrophe beendet oder die Lutherische Messe fährt mit dem Introitus fort. Der Ablauf der Einzel- oder Privatbeichte ähnelt dem der allgemeinen Beichte. In der Selbständigen Evangelisch-Lutherischen Kirche darf nur ein ordinierter Pfarrer die Beichte abnehmen.

### Amtsverständnis und Ordination

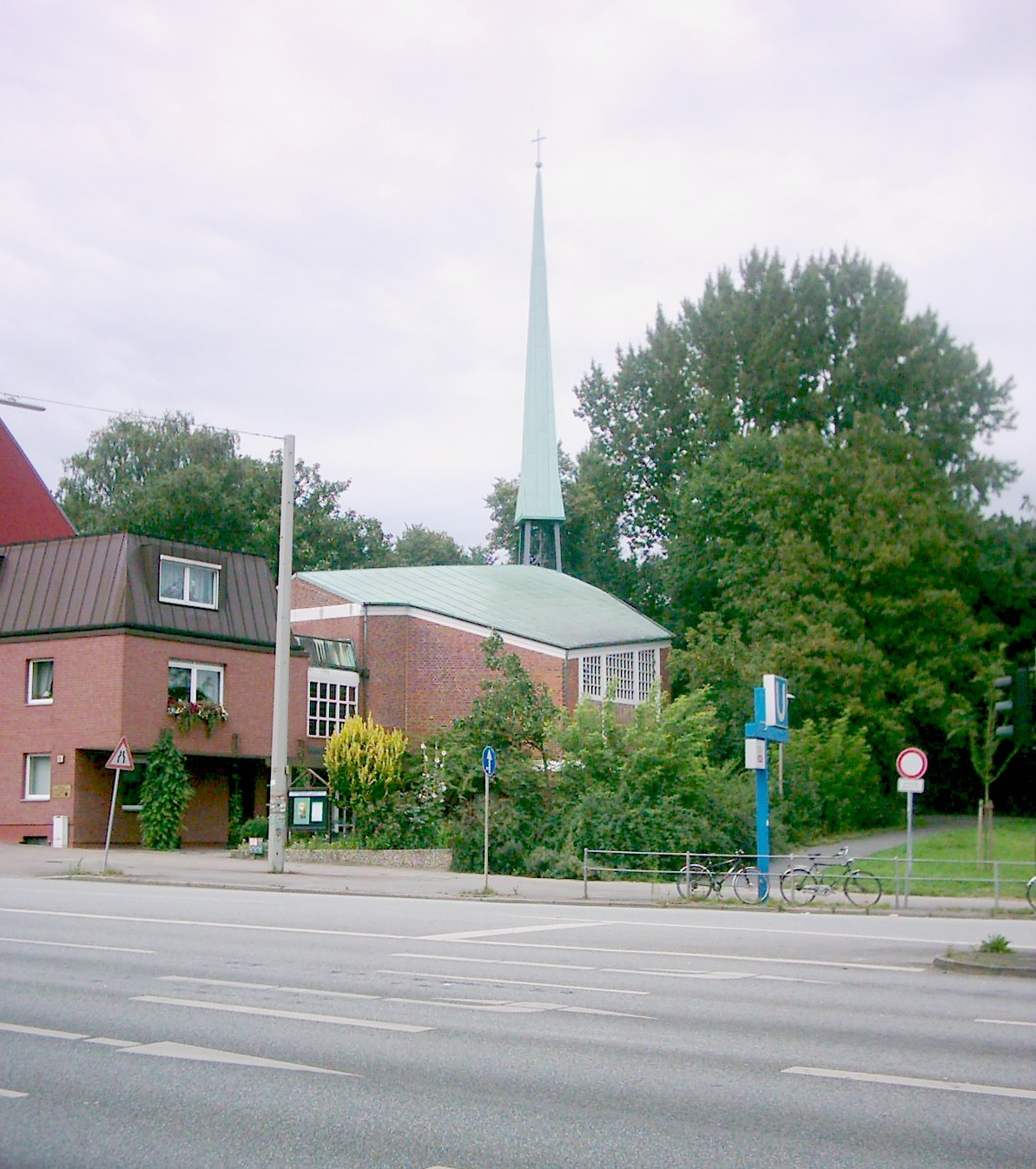
Evangelisch-Lutherische Kirche zur Heiligen Dreieinigkeit in Hamburg

#### Geistliche Amt und Weihe
Die SELK vertritt eine Ableitung des Amtes aus den spezifischen Aufgaben aus bzw. unter dem Apostolat, also als Gegenüber der Gemeinde (in persona Christi), die sich in der öffentlichen Wortverkündigung und Sakramentsspendung zeigen.
Die SELK kennt zwar kein Weihesakrament im römisch-katholischen Sinne, kann aber den Begriff der Weihe für die gottesdienstliche Ordnung, Segnung und Sendung zu Wortverkündigung und Sakramentsspendung (Ordination) gebrauchen. Vielmehr ist auf Grund der Apologie der Confessio Augustana Artikel 13 die SELK in der Lage, von einem Weihesakrament zu sprechen, wenn darunter verstanden wird, Gottes Wort zu verkündigen und die Sakramente zu spenden. Ein Opferpriestertum (sacerdotes), wie in der römischen Kirche, wurde und wird abgelehnt, weil Christi Opfer am Kreuz nicht der Wiederholung bedürfe.

„Durch das Sakrament des Ordens oder Priesterschaft verstehen die Widersacher nicht das Predigtamt und das Amt, die Sakramente zu reichen und auszuteilen, sondern verstehen [es] von Priestern, die zu opfern geordnet seien … Wo man aber das Sakrament des Ordens wollt nennen ein Sakrament von dem Predigtamt und Evangelio, so hätte es keine Beschwerung, die Ordination ein Sakrament zu nennen. Denn das Predigtamt hat Gott eingesetzt und geboten, und hat herrliche Zusage Gottes. Wenn man das Sakrament des Ordens (Geistliche Amt) also verstehen wollt, so möcht man auch das Auflegen der Hände ein Sakrament nennen. Denn die Kirche hat Gottes Befehl, daß sie soll Prediger und Diakonos bestellen.“

Entsprechend ist der Begriff der Weihe in der SELK gebräuchlich. Der Pfarrer handelt „anstatt und auf Befehl Jesu Christi“ in der Ausübung seines öffentlichen Predigtdienstes und der Spendung der Sakramente; aus diesem Verständnis heraus hat der Pfarrer die alleinige Erlaubnis, die Sakramente zu spenden, und den besonderen Auftrag, das Evangelium öffentlich zu verkünden, dabei kirchliche Lehre und Bekenntnis zu bewahren sowie vom Bekenntnis abweichende Lehre zu unterbinden. Letzteres bezieht sich vor allem auf die Aufsichts- und Visitationspflicht der vorgesetzten Geistlichen gegenüber Pfarrern und Gemeinden ihres Amtsbereiches. Im Unterschied zu Nichtordinierten ist das öffentliche „Predigtamt“ nach dem Augsburgischen Bekenntnis, Artikel 5 (Predigt und Sakramentsverwaltung) nur den Geistlichen in der Ordination übertragen.
Allerdings dürfen Vikare und Pfarrdiakone unter inhaltlicher Aufsicht eines Pfarrers Gottesdienste leiten und predigen; die Einsetzung des Abendmahls, das Erteilen der Absolution im Zusammenhang der Beichte oder das Konfirmieren sind ihnen nicht gestattet. Darüber hinaus können zugerüstete Lektoren Gottesdienste leiten, in denen Lesepredigten vorgetragen, aber keine Sakramente gefeiert werden.
Diese Bedeutung des geistlichen Amtes spiegelt sich auch im agendarischen Ablauf der heiligen Ordination wider: Die Erlaubnis zur Ordination in der Selbständigen Evangelisch-Lutherischen Kirche SELK wird in einer gemeinsamen Sitzung der Kirchenleitung und des Kollegiums der Superintendenten nur durch die jeweils ordinierten Mitglieder erteilt. Die Ordination selbst erfolgt durch einen Geistlichen im kirchenleitenden Amt (Superintendent, Propst oder Bischof). Es assistieren mindestens zwei weitere Geistliche. Der Ordinationskandidat wird der Gemeinde vorgestellt. Es folgen Schriftlesung aus dem Neuen Testament, die das heilige Amt begründen bzw. hierauf Bezug nehmen. Im Anschluss hieran fragt der Ordinator, ob der zu Ordinierende bereit ist, „sein Amt in Treue zur Bibel und den Lutherischen Bekenntnisschriften zu führen und das Wort Gottes lauter und rein zu predigen, und die Sakramente gemäß der Einsetzung Christi zu spenden, das Beichtgeheimnis zu wahren und ein gottgefälliges Leben mit seinem Haus zu führen.“ Hierauf antwortet der zu Ordinierende mit Ja unter Verwendung der Bitte um Gottes Beistand. Dann leistet er vor der Gemeinde das Amtsgelübde, in dem er vor dem Angesicht Gottes gelobt, „bei der reinen Lehre der Heiligen Schrift und der Lutherischen Bekenntnisschriften der Evangelisch-Lutherischen Kirche“, treu zu bleiben. Gegen diese darf weder heimlich noch öffentlich etwas unternommen werden. Falls doch von Schrift und Bekenntnis abgewichen wird, ist unverzüglich der Superintendent, Propst oder Bischof zu informieren und sein Rat und seine Weisung abzuwarten. Nach dem Amtsgelübde wird unter Handauflegung das Vaterunser und das Ordinationsgebet gesprochen. Der Ordinant kniet nieder und wird unter Handauflegung des Ordinators und der beiden Assistenten zum geistlichen Amt mit folgenden Worten geweiht:
„Nach dem von dir abgelegten Ordinationsgelübde überantworte ich dir als berufener und verordneter Diener unseres Herrn Jesus Christus dir hiermit das heilige Amt des Wortes und der Sakramente und weihe dich zu einem Diener der Einen, heiligen, christlichen Kirche, im Namen Gottes des Vaters, des Sohnes und des Heiligen Geistes.“ Neben dieser Ordinationsformel sind weitere zulässig.
Als Zeichen des ordinierten Amtes kann die Stola dem Ordinanten übergelegt werden. Der Ordinationssegen wird dem gerade Ordinierten vom Ordinator erteilt. Der neu Ordinierte hält seinen ersten Abendmahlsgottesdienst direkt im Anschluss.

#### Frauenordination
Die SELK ordiniert keine Frauen zum Pfarramt. Dieses Thema wird jedoch kirchenintern diskutiert, eine Initiative für Frauenordination bemüht sich in der SELK um Änderung.
Die Kirchenleitung hat im November 2000 ein Pro-und-Kontra-Papier zu dieser Problematik herausgegeben. Wiederholt hat der für Lehrfragen zuständige Allgemeine Pfarrkonvent die Einführung der Frauenordination abgelehnt, zuletzt auf dem 11. Allgemeinen Pfarrkonvent vom 11. bis 15. Mai 2009 in Berlin-Spandau.
Im Juni 2023 hatte sich die Synode der SELK zuletzt mit dem Thema befasst und eine Kommission eingesetzt, die zu diesem Thema Voten aus den Gemeinden sammeln, beraten und für die Synode aufbereiten soll. Daraufhin formierte sich eine „Initiative Pro Grundordnung“ (InGO) von Kirchengliedern, die die Frauenordination ablehnen. Am 6. Januar 2024 fand in den Räumlichkeiten der St.-Petri-Gemeinde in Hannover die erste öffentliche Versammlung der InGO mit etwa 100 Teilnehmern statt.
Eine Initiative Frauenordination (InFO), welche sich für die Frauenordination in der SELK engagiert, existiert zudem bereits seit 2001. Ihr gehört unter anderem Michael Sommer an, welcher sich auf seinem YouTube-Account „Sommers Weltliteratur to go“ in mehreren Videos mit der Frauenordination der SELK auseinandersetzt.
In den 1990er Jahren gab die SELK bei der kirchennahen Lutherisch-theologischen Hochschule Oberursel ein Gutachten zu der Frage der Ordination von Frauen in Auftrag. „Die Fakultät kam mehrheitlich zu dem Ergebnis, dass es keine zwingenden theologischen Gründe gibt, die gegen eine Frauenordination sprechen.“
Im Zuge der Debatte um die Frauenordination erschien 2022 der Atlas Frauenordination, der vom 14. Pfarrkonvent herausgegeben wurde, nachdem er in einem Arbeitsausschuss erarbeitet wurde und der beide Seiten der Debatte zu Wort kommen lässt. Nachdem sich die Gemeinden intern mit dem Thema auseinandersetzen sollten, wurde ein Stimmungsbild erstellt. Hierbei sprachen sich 61 von 96 Gemeinden in Gemeindeversammlungen für die Frauenordination aus. Dieses Ergebnis ist Ergebnis eines Stimmungsbildes und hat keine unmittelbaren Folgen. So nahmen auch nur 96 von 174 Kirchengemeinden daran teil.
Als Diakonin können Frauen in der SELK tätig sein, ebenso wie als Pastoralreferentinnen. Diese werden jedoch nicht ordiniert, sondern eingesegnet. Auch die Aufgaben unterscheiden sich gegenüber denen eines Pfarrers. Es gibt ferner die Ämter des Pfarrdiakons und des Pastors im Ehrenamt.

## Der lutherische Gottesdienst

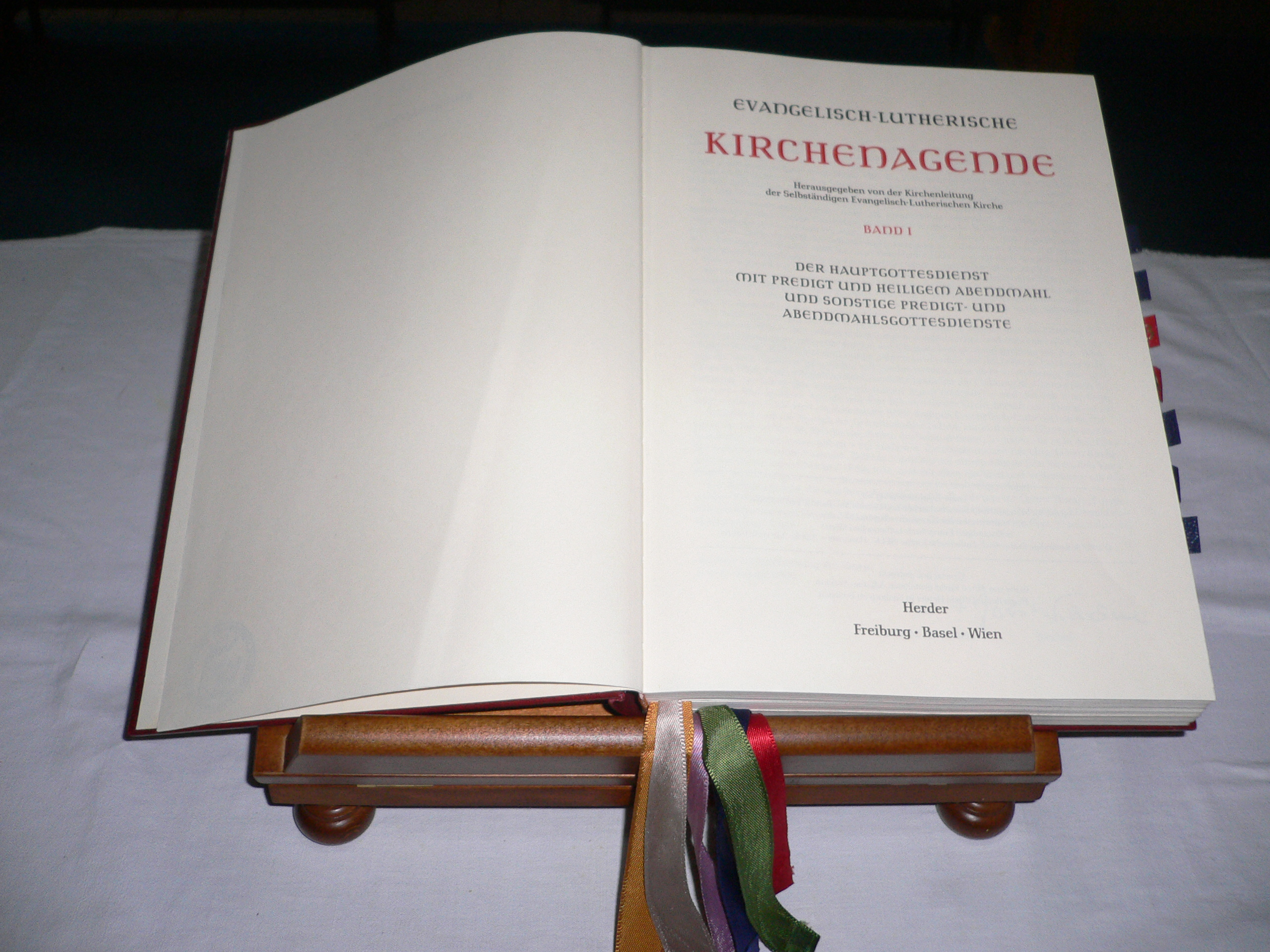
Evangelisch-Lutherische Kirchenagende

Der wöchentliche Hauptgottesdienst wird in der Regel am Sonntagvormittag gefeiert. Er richtet sich im Normalfall nach der Ordnung der Evangelisch-Lutherischen Kirchenagende mit leichten regionalen Abweichungen von diesem Grundmuster.
Gottesdienste in der SELK sind betont liturgisch, die zentralen Teile sind Beichte, Predigt und Abendmahlsfeier. Die liturgischen Gewänder gehören in der SELK zu den Mitteldingen (Adiaphora) und können von jeder Gemeinde im Rahmen der kirchlichen Ordnungen der SELK selbst geregelt werden.
In den Gottesdiensten der SELK wird folgende Literatur verwandt:
- Die Evangelisch-Lutherische Kirchenagende Band I sowie weitere Bände der Evangelisch-Lutherischen Kirchenagende
- Das Evangelisch-Lutherische Kirchengesangbuch der zweiten Generation, kurz ELKG² (Nachfolger des ELKG, das aus dem früheren Evangelischen Kirchengesangbuch der Landeskirchen mit besonderem kirchenspezifischem Anhang hervorgegangen ist)
- Beiheft zum Evangelisch-Lutherischen Kirchengesangbuch
- Jugendliederbücher Come on and sing Bände I, II, III und IV

Im Kirchenbezirk Hessen-Süd besteht ein „Liturgiekreis“, in dem sich Pfarrer und Laien zusammengeschlossen haben, um traditionelle kirchliche Bräuche zu praktizieren, die in den heutigen Kirchen reformatorischer Tradition nicht mehr üblich sind. Regelmäßig werden in der 1875 errichteten ehemaligen katholischen Krankenhauskapelle St. Elisabeth in Eltville am Rhein deutsche und lateinische Messen und Hochämter gehalten.

## Verwaltung der SELK

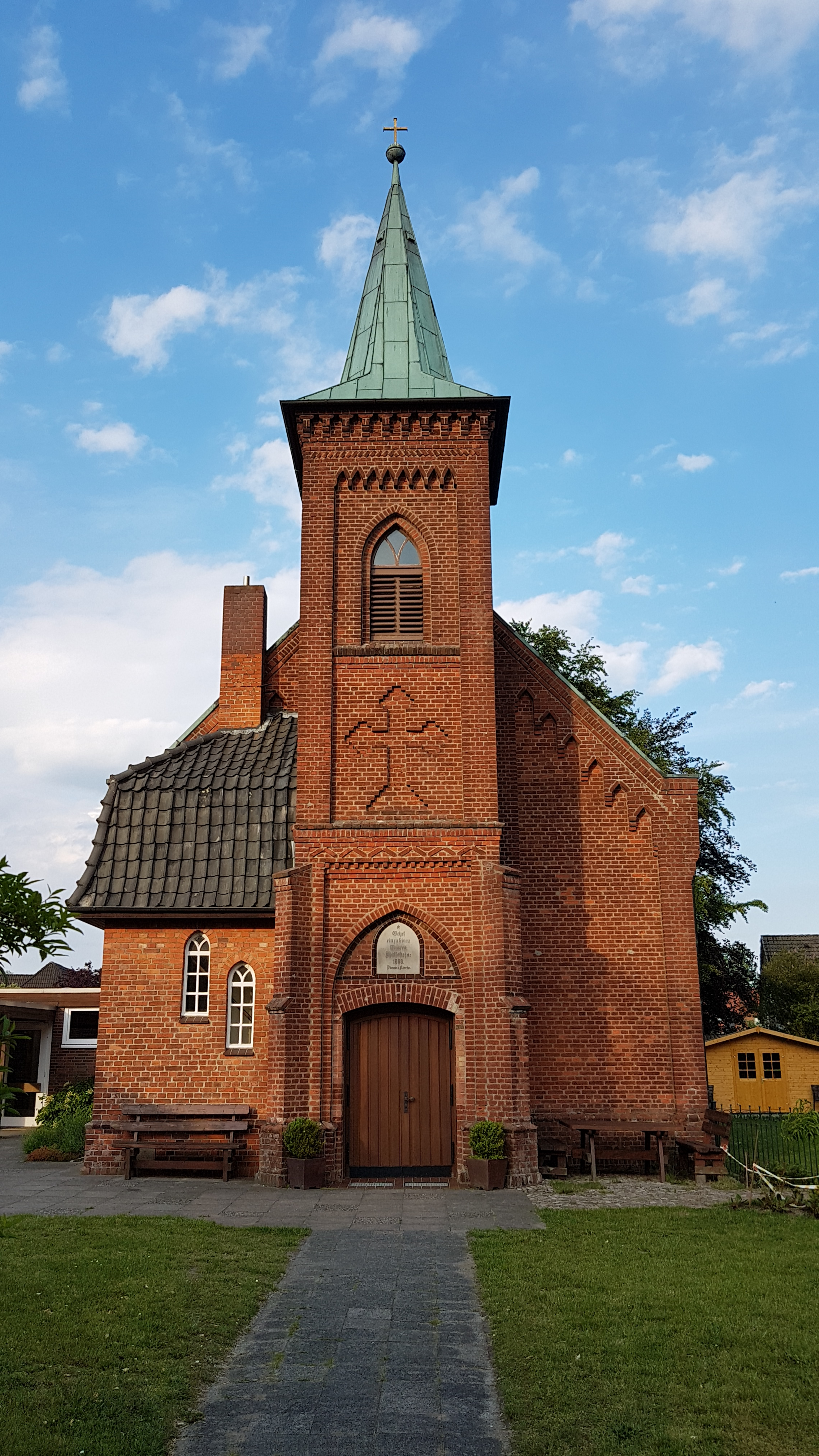
Zionskirche in Soltau

Die SELK ist in ihren Ordnungen und der Verwaltung ihrer Angelegenheiten selbständig. Bekenntnisstand und Aufgaben finden sich in der Grundordnung.
Die Selbständige Evangelisch-Lutherische Kirche ist Körperschaft öffentlichen Rechts. Diese Rechtsform gilt auch für Kirchenbezirke und für die überwiegende Zahl der Gemeinden. Einige wenige Gemeinden haben einen vereinsrechtlichen Status.
Kirchmitglied wird, wer in einer ihrer Gemeinden getauft wird, in eine Kirchengemeinde aufgenommen wird oder von einer lutherischen Kirchengemeinde dieser Kirche in eine andere überwiesen wird. Die Mitgliedschaft endet mit Austritt durch eine schriftliche Erklärung beim Pfarramt, Ausschluss durch den Kirchenvorstand oder Übertritt in eine andere Kirche.

### Allgemeine Struktur
An der Spitze der SELK steht der Bischof, der von der Synode auf Vorschlag des Allgemeinen Pfarrkonvents gewählt wird. Der Bischof und der geschäftsführende Kirchenrat haben ihren Sitz im Kirchenbüro der SELK in Hannover-Kleefeld. Der Sitz der Kirchenleitung befindet sich ebenso in Hannover.
Organisatorisch ist die SELK in vier Kirchenregionen aufgeteilt mit je einem Propst. Jede Kirchenregion ist in Kirchenbezirke aufgeteilt, dem je ein Superintendent vorsteht.

### Kirchenleitung
Die Kirchenleitung besteht aus dem Bischof, den vier Pröpsten, dem geschäftsführenden Kirchenrat und den Laienkirchenräten.
Den Vorsitz hat der Bischof. Zwischen den Kirchensynoden führt die Kirchenleitung die Geschäfte. Ihr obliegt es, die Kirchensynode vorzubereiten, sie erstattet ihr Bericht, gibt Rechenschaft über ihre Tätigkeit und wirkt bei Berufungen ins Pfarramt mit.

#### Bischof

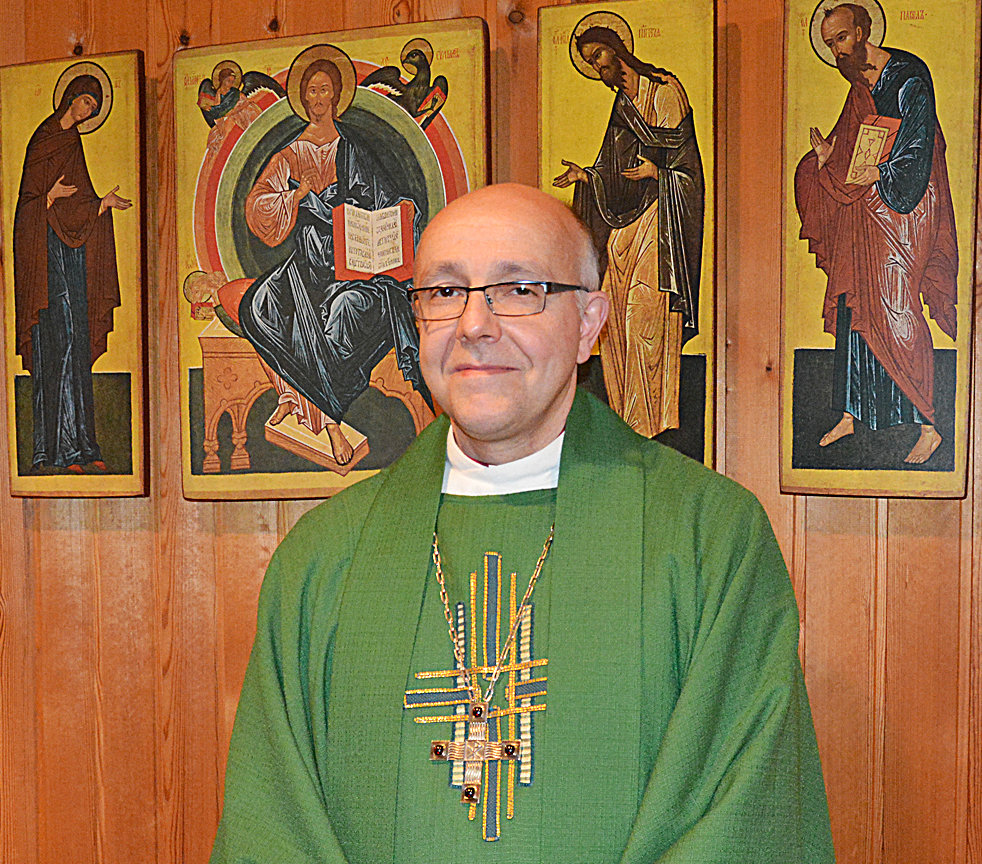
Bischof Hans-Jörg Voigt

Der Bischof ist Pfarrer der SELK, der hauptamtlich diese Leitungsfunktion ausübt. Er ist Berater und Seelsorger der Gesamtkirche, hat zusammen mit der Kirchenleitung die Lehraufsicht, übernimmt den Vorsitz bei Sitzungen des Superintendentenkollegium und der Kirchenleitung. Gemeinsam mit den Pröpsten und Superintendenten genehmigt er Ordinationen, wirkt bei der Abordnung von Missionaren und bei der Einsegnung von Diakonen, Diakoninnen und Diakonissen mit. Er führt Pröpste ins Amt ein, visitiert die Pröpste und ihre Gemeinden. Er vertritt die Kirche in der Öffentlichkeit und steht im Kontakt mit anderen Kirchen.
Der Bischof wird aus zwei Vorschlägen des Allgemeinen Pfarrkonvents von der Kirchensynode gewählt. Der Neugewählte wird durch seinen Amtsvorgänger oder den amtsältesten Propst eingeführt. Die Amtszeit ist nicht begrenzt, außer dass die Kirchensynode eine Begrenzung der Amtszeit festgelegt hat. Einer der Pröpste ist Stellvertreter des Bischofs, derzeit Propst Daniel Schmidt.
Bischöfe seit 1972:
1. 1972–1985 Gerhard Rost
2. 1985–1997 Jobst Schöne
3. 1997–2006 Diethardt Roth
4. 2006–0000 Hans-Jörg Voigt

#### Kirchenräte
Der geschäftsführende Kirchenrat wird von der Kirchenleitung und dem Superintendentenkollegium berufen und von der Kirchensynode bestätigt. Er führt die Geschäfte der laufenden Verwaltung und leitet das Kirchenbüro. Der derzeitige geschäftsführende Kirchenrat (GKR) ist Daniel Soluk.
Die Laienkirchenräte werden von den Kirchenbezirkssynoden der Kirchensynode zur Wahl vorgeschlagen und von dieser für eine Legislaturperiode gewählt. Dieses Ehrenamt steht sowohl Männern als auch Frauen offen. Laienkirchenräte haben Sitz und Stimme in der Kirchenleitung, wirken aber nicht bei der Genehmigung zur Ordination mit.

#### Kollegium der Superintendenten

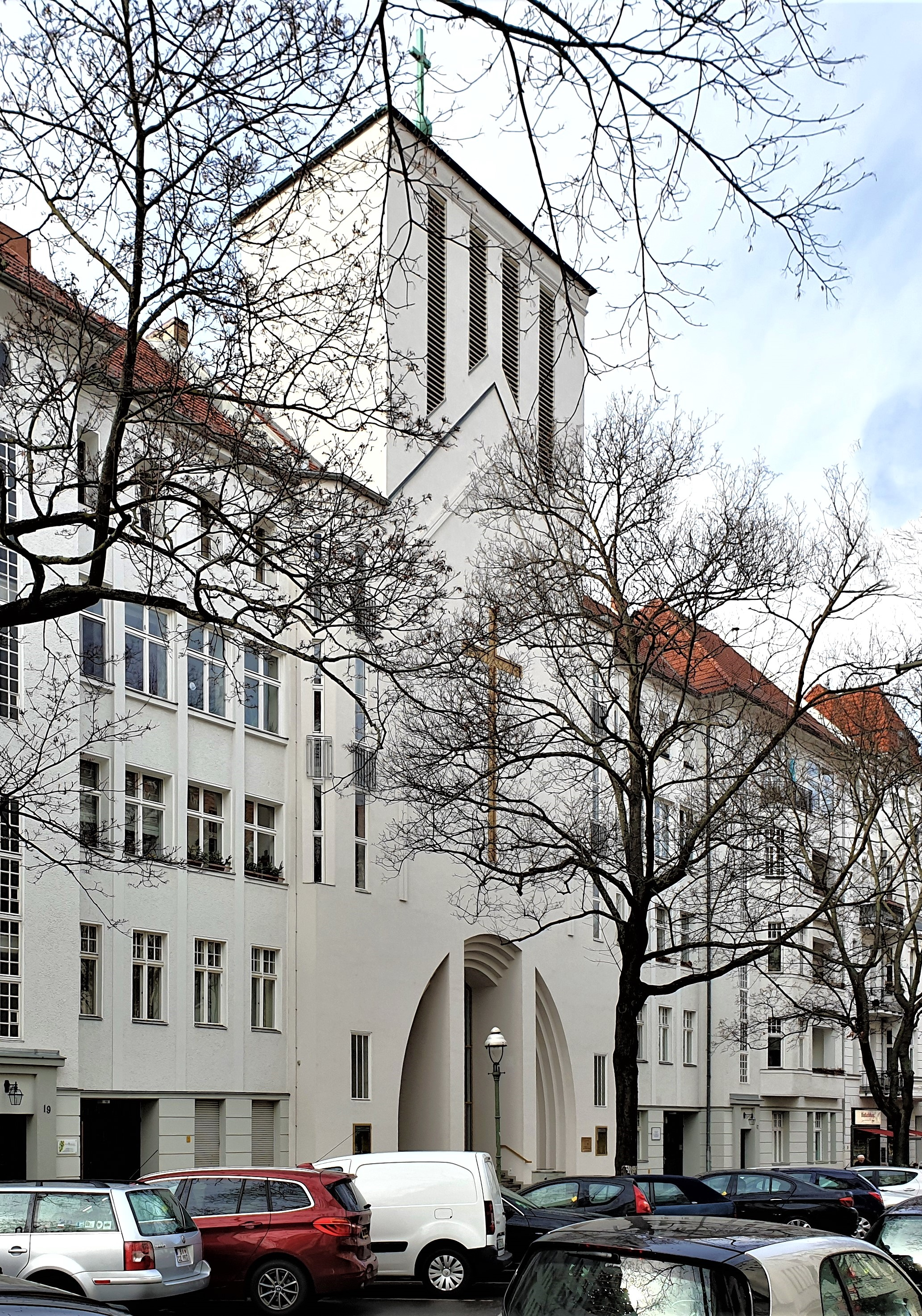
Evangelisch-Lutherische Kirche Zum Heiligen Kreuz (Berlin-Wilmersdorf)

Das Kollegium der Superintendenten besteht aus allen Superintendenten, den Pröpsten und dem Bischof, den Vorsitz hat der Bischof oder sein Stellvertreter. Die Laienkirchenräte sowie der geschäftsführende Kirchenrat nehmen teil.
Aufgaben:
- Stellungnahme zu Fragen von Lehre und Leben, die gesamtkirchliche Auswirkungen haben
- Vorbereitung des Allgemeinen Pfarrkonventes
- Bestimmung von Mitgliedern berufener Ausschüsse, theologische Prüfungen und Kolloquien

Gemeinsame Aufgaben der Kirchenleitung und des Superintendentenkollegiums:
- Vorlage für kirchliche Ordnungen im Vorfeld einer Kirchensynode
- Aufnahme von anderen Gemeinden in die SELK (z. B. aus lutherischen Landeskirchen oder anderen lutherischen Freikirchen)
- Genehmigung einer Ordination, Erteilung der Qualifikation für ein Pfarramt
- Entscheidung über Eignung und Zulassung als Pfarrdiakon (unterscheide: Diakon).
- Entscheidung über Eignung und Zulassung als Pastoralreferentin
- Verabschiedung des Stellen- und Haushaltsplans
- Wahl der Beisitzer für die Schlichtungs- und Berufungsstelle

#### Allgemeiner Pfarrkonvent
Der Allgemeine Pfarrkonvent tritt alle vier Jahre zusammen. Alle ordinierten Geistlichen im aktiven Dienst sind Mitglieder mit Sitz und Stimme. Emeriti, Vikare und Pfarrer a. D. haben beratende Stimme. Zu den Aufgaben des Allgemeinen Pfarrkonvents gehört es, über Zustand, Weg und Aufgaben der Kirche zu beraten. Ebenso befasst sich dieses Organ mit Fragen der Lehre, des Gottesdienstes und der kirchlichen Praxis. Beschlüsse, die hierüber gefasst werden, bedürfen der Bestätigung durch die Kirchensynode. Weiter schlägt er der Kirchsynode vor, Kanzel- und Abendmahlsgemeinschaft mit anderen Kirchen festzustellen. Es obliegt ihm auch, Kandidaten für die Bischofswahl zu benennen und der Kirchensynode vorzuschlagen.

#### Kirchensynode

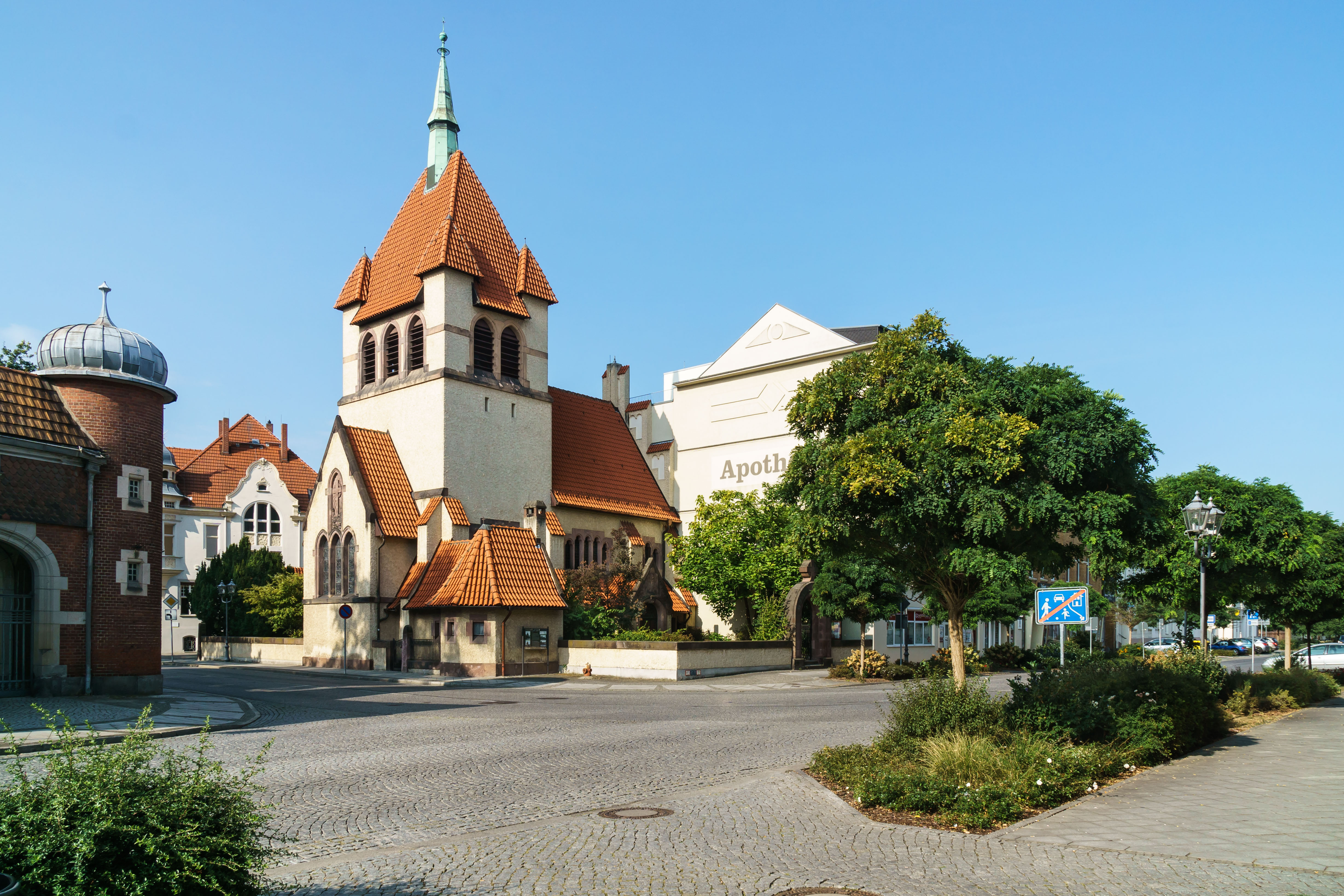
Evangelisch-Lutherische Kirche des guten Hirten, Guben

Die Kirchensynode wird von der Kirchenleitung einberufen und tritt mindestens alle vier Jahre zusammen, zusätzlich, wenn die Kirchenleitung, Supintendentenkollegium oder 20 Gemeinden dies beantragen. Sie besteht aus Pfarrern und Laienvertretern, die von den Bezirkssynoden für eine Synodentagung gewählt werden. Die Kirchensynode ist mit jeder Einberufung neu zusammengesetzt.
Sie hat folgende Rechte und Aufgaben:
- Wahl des Bischofs und der Kirchenräte
- Haushaltsrecht für die Gesamtkirche
- Entscheidung über kirchliche Ordnungen
- Entscheidung über eine Neuordnung von Kirchenbezirken und Kirchenregionen
- Entscheidung über Vorschläge des Allgemeinen Pfarrkonventes zu Kanzel- und Abendmahlsgemeinschaft mit anderen Kirchen
- Entscheidung über die Aufnahme anderer Kirchen in die SELK, Bestätigung der Aufnahme einzelner Gemeinden
- Entgegennahme und Erörterung des Berichts der Kirchenleitung
- Stellungnahme zu Fragen von Lehre, Gottesdienst und Leben der Kirche (vgl. Allgemeiner Pfarrkonvent)
- Beratung über gesamtkirchliche Werke

Einzelne Gemeinden können zeitlich befristet Widerspruch gegen Entscheidungen der Kirchensynode einlegen. Der Bekenntnisstand kann durch Beschluss der Kirchensynode nicht geändert werden, entsprechende Beschlüsse wären ungültig.

#### Kirchenregionen
In der Regel bilden mehrere Kirchenbezirke eine Kirchenregion. Jeder Kirchenregion steht ein nebenamtlich fungierender Propst vor. Es gibt vier Kirchenregionen, die sich wie folgt zusammensetzen:
- Kirchenregion Nord: Propstei in Groß Oesingen, Propst Daniel Schmidt, bestehend aus den Kirchenbezirken Niedersachsen-Ost und Niedersachsen-Süd
- Kirchenregion West: Propstei in Farven, Propst Burkhard Kurz, bestehend aus den Kirchenbezirken Rheinland-Westfalen und Niedersachsen-West
- Kirchenregion Süd: Propstei in Melsungen, Propst Jörg Ackermann, bestehend aus den Kirchenbezirken Hessen-Nord, Hessen-Süd und Süddeutschland
- Kirchenregion Ost: Propstei in Dresden, Propst Stefan Dittmer, bestehend aus den Kirchenbezirken Berlin-Brandenburg, Lausitz und Sachsen-Thüringen

#### Pröpste

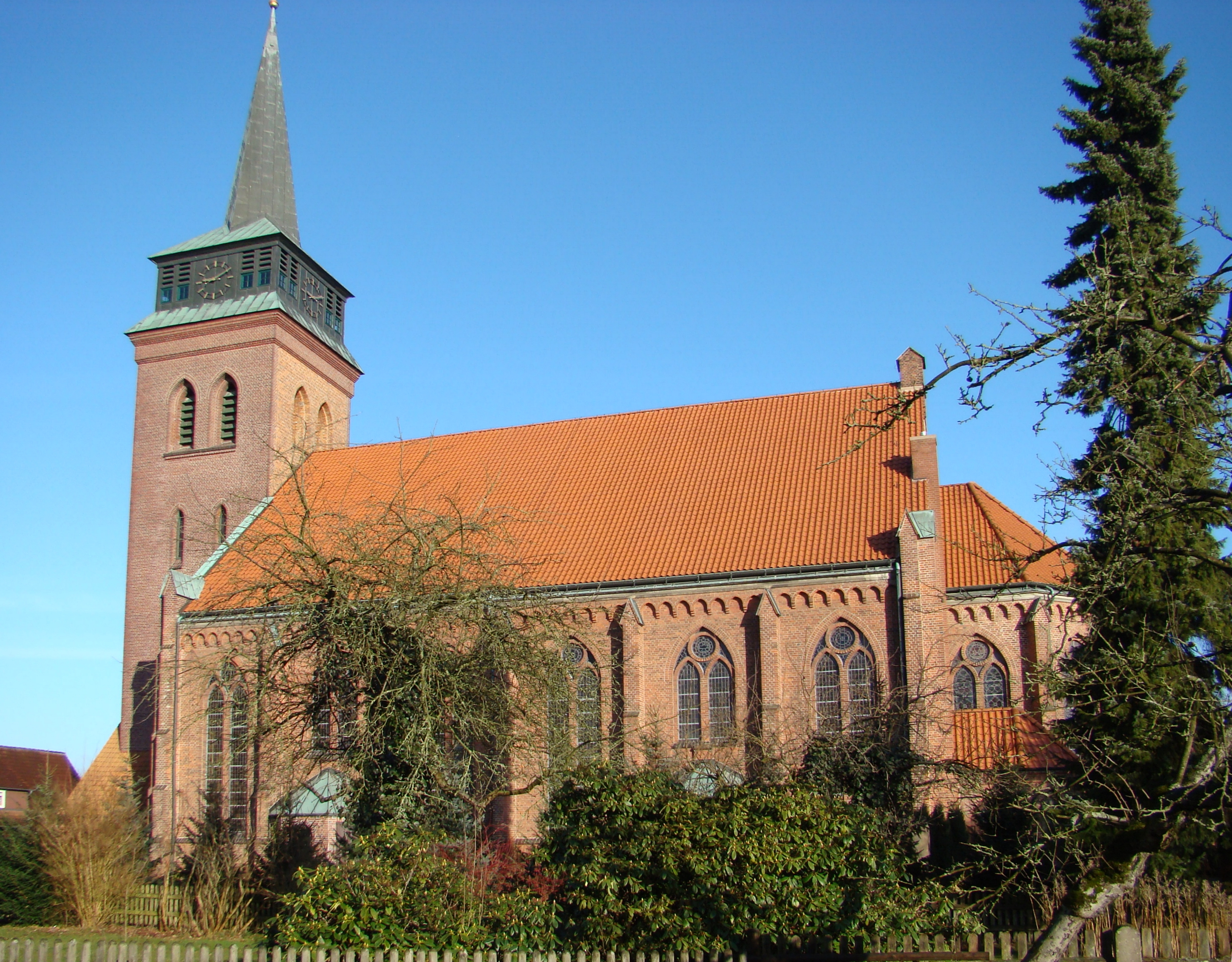
Evangelisch-Lutherische Große Kreuzkirche Hermannsburg

Die Pröpste der SELK haben für ihre Kirchenregion das regionalbischöfliche Amt inne: Der jeweilige Propst führt die Superintendenten in ihr Amt ein. Er wacht über die bekenntnisgemäße Verkündigung des Wortes Gottes sowie die Spendung der Sakramente und hält Visitationen ab. Er berät sich mit den Superintendenten und gehört zur Kirchenleitung der SELK. Er soll an Kirchenbezirkskonventen und Synoden teilnehmen, Anregungen und theologische Fortbildung der Pfarrer geben. Er soll für die Pflege der Kontakte zu anderen Kirchenregionen der Kirche sorgen.
Der Propst wird auf Vorschlag der Nominierungsversammlung (bestehend aus den Bezirkspfarrkonventen der entsprechenden Kirchenregion) durch die Wahlversammlung (bestehend aus den Kirchenbezirkssynoden der entsprechenden Kirchenregion) geheim gewählt. Die Kirchenleitung kann Vorschläge unterbreiten.
Ein Propst wird durch den Bischof gottesdienstlich in sein Amt eingesetzt. Die Pröpste können als Zeichen ihres bischöflichen Amtes ein Amtskreuz tragen. Die Amtszeit eines Propstes ist nicht befristet, es sei denn, dass die Wahlversammlung eine Amtszeitbegrenzung festgelegt hat. Ein Propst kann von seinem Amt zurücktreten. Er muss zurücktreten, wenn Kirchenleitung und Superintendentenkollegium zur Auffassung kommen, dass seine Amtsführung der Kirche nicht mehr dienlich ist.
Der Propst ernennt in Einvernehmen mit den Superintendenten einen Stellvertreter, der auch das Superintendentenamt innehaben muss. Dieser hat die Vakanzvertretung bis zur Wahl eines neuen Propstes.

#### Begegnungkonvente
Der Propst berät regelmäßig mit den Superintendenten seiner Region. Er soll an den Bezirkspfarrkonventen und den Bezirkssynoden seiner Wahlregion sowie an überbezirklichen Begegnungspfarrkonventen teilnehmen und Anregungen für das geistliche Leben und für die theologische Fortbildung der Pastoren geben. Regelmäßig durchzuführende überbezirkliche Begegnungspfarrkonvente, die aus je zwei Bezirkspfarrkonventen bestehen, werden vom Kollegium der Superintendenten vereinbart. Begegnungskonvente dienen dem kollegialen Austausch und der gemeinsamen theologischen Arbeit.

### Kirchenbezirke
Organe der Kirchenbezirke sind Superintendent, Bezirkspfarrkonvent, Bezirkssynode und Bezirksbeirat.
- Der Superintendent führt in seinem Kirchenbezirk Pfarrer in ihr Amt ein, wacht über bekenntnisgemäße Lehre und Spendung der Sakramente, ist Visitator, Berater und Seelsorger der Pfarrer. Er hat das Ordinationsrecht.
- Der Bezirkspfarrkonvent tritt in der Regel jährlich zusammen, Mitglieder sind alle Pfarrer des Kirchenbezirkes. Ziele sind Einigkeit in Lehre und Handeln, Pflege eines brüderlichen Miteinanders sowie wissenschaftliche und praktische Fortbildung der Geistlichen.
- Die Bezirkssynode tagt in der Regel jährlich. Sie besteht aus allen Pfarrern des Kirchenbezirkes und mindestens einem Laienvertreter jeder Kirchengemeinde. Sie fasst Beschlüsse im Rahmen der Zuständigkeit und wählt die Mitglieder des Bezirksbeirates sowie die Delegierten der Kirchensynode. Die Laienmitglieder der Bezirkssynode sind in der Regel nur für eine Synodentagung und nicht für eine bestimmte Legislaturperiode gewählt. Die Synode ist also mit jeder neuen Einberufung auf Laienseite neu zusammengesetzt.
- Der Bezirksbeirat unterstützt den Superintendenten und übernimmt Aufgaben der Leitung im Kirchenbezirk.

### Gemeinden und Pfarrbezirke

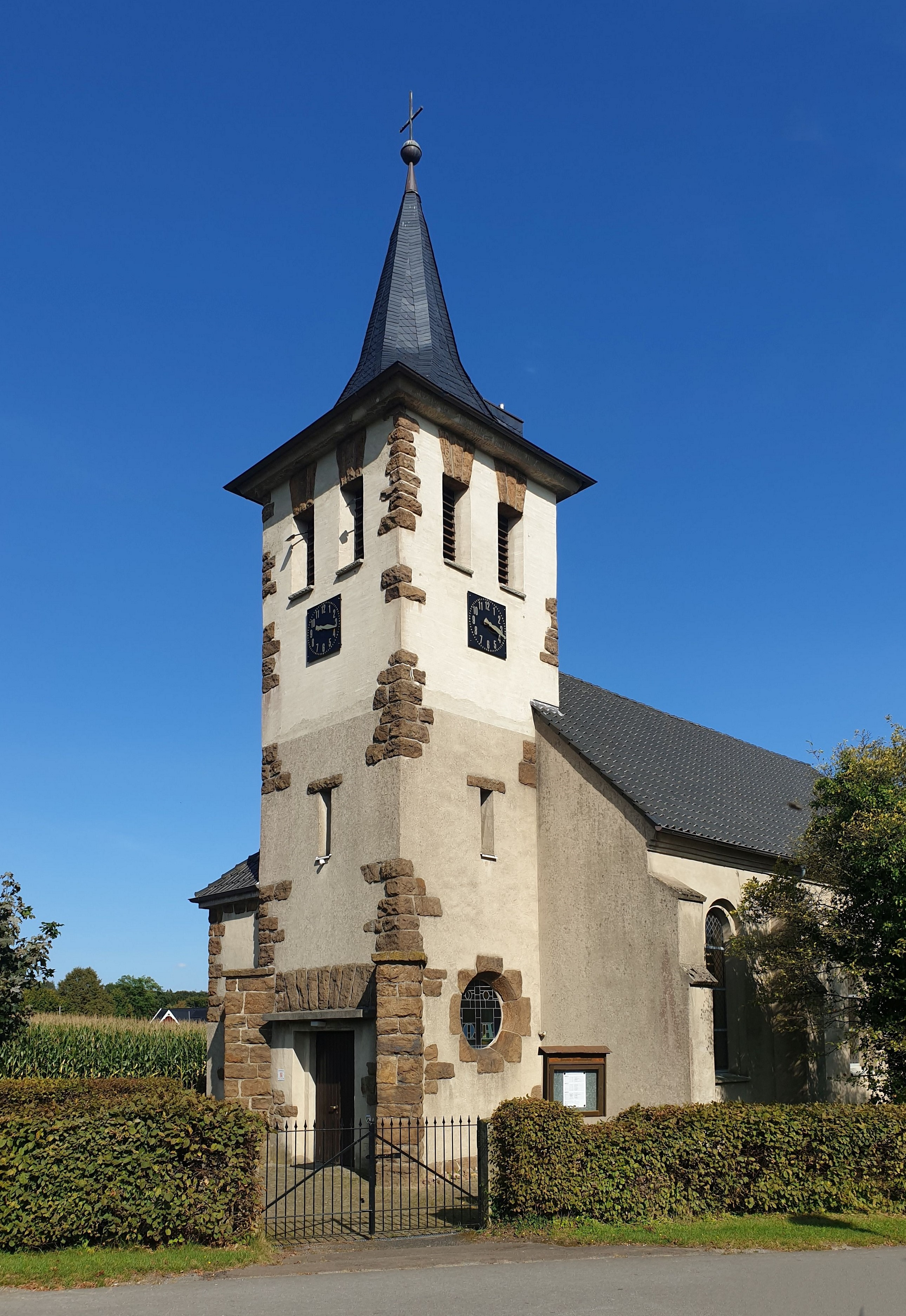
Johannes-Kirche Rödinghausen-Schwenningdorf

Ausgehend von dem Selbstverständnis, dass jede Kirchengemeinde Kirche Jesu Christi an ihrem Ort sei, verwalten die einzelnen Gemeinden im Rahmen der kirchlichen Ordnungen ihre Angelegenheiten selbst.
Jede Gemeinde bildet allein oder mit mehreren einen Pfarrbezirk mit mindestens einer Pfarrstelle. Sie sind angehalten, nach ihren jeweiligen Möglichkeiten zur Erfüllung der gemeinschaftlichen Aufgaben in der Gesamtkirche und im Kirchenbezirk beizutragen.

### Zahl der Kirchenmitglieder der SELK
bis 2015 im Fünf-Jahres-Rhythmus oder bei außergewöhnlichen Entwicklungen
- 1972: 41.635
- 1975: 40.651
- 1976: 40.060 [Beitritt der Ev.-Luth. Bek.-Kirche, Zugänge tw. schon in Vorjahren]
- 1977: 39.285
- 1978: 41.310 [Aufnahme der Stephanusgemeinde Frankfurt/Main]
- 1979: 40.739
- 1980: 39.822
- 1985: 37.409
- 1990: 35.470
- 1991: 41.317 [Beitritt der Ev.-Luth. (Altl.) Kirche der vorm. DDR]
- 1995: 39.764
- 2000: 37.753
- 2001: 37.464
- 2002: 37.594
- 2005: 36.564
- 2010: 34.533
- 2014: 33.174
- 2015: 33.191
- 2016: 33.467
- 2017: 33.363
- 2018: 33.335
- 2019: 33.026
- 2020: 32.411[1]
- 2021: 32.017[39]
- 2022: 31.584[40]

## Finanzierung
Die SELK zieht keine Kirchensteuern über das Finanzamt ein, obwohl dies aufgrund der Körperschaftsrechte möglich wäre. Vielmehr hat jedes Kirchenmitglied mit eigenem Einkommen wie Gehalt, Lohn, Rente usw. die Pflicht, einen Kirchenbeitrag in angemessener Höhe zu entrichten, zurzeit 3 % vom Bruttoeinkommen. Begründete Ausnahmeregelungen sind möglich. Der Kirchenbeitrag wird direkt an die Kirchengemeinde gezahlt. Diese leitet die Beiträge an die Allgemeine Kirchenkasse in Hannover weiter. Die Allgemeine Kirchenkasse zahlt das Gehalt an die Pfarrer aus. Eine direkte Besoldung der Pfarrer durch die Gemeinden erfolgt demnach nicht, sondern das Gehalt wird zentral bezahlt.

## Kirchliche Werke

### Diakonie

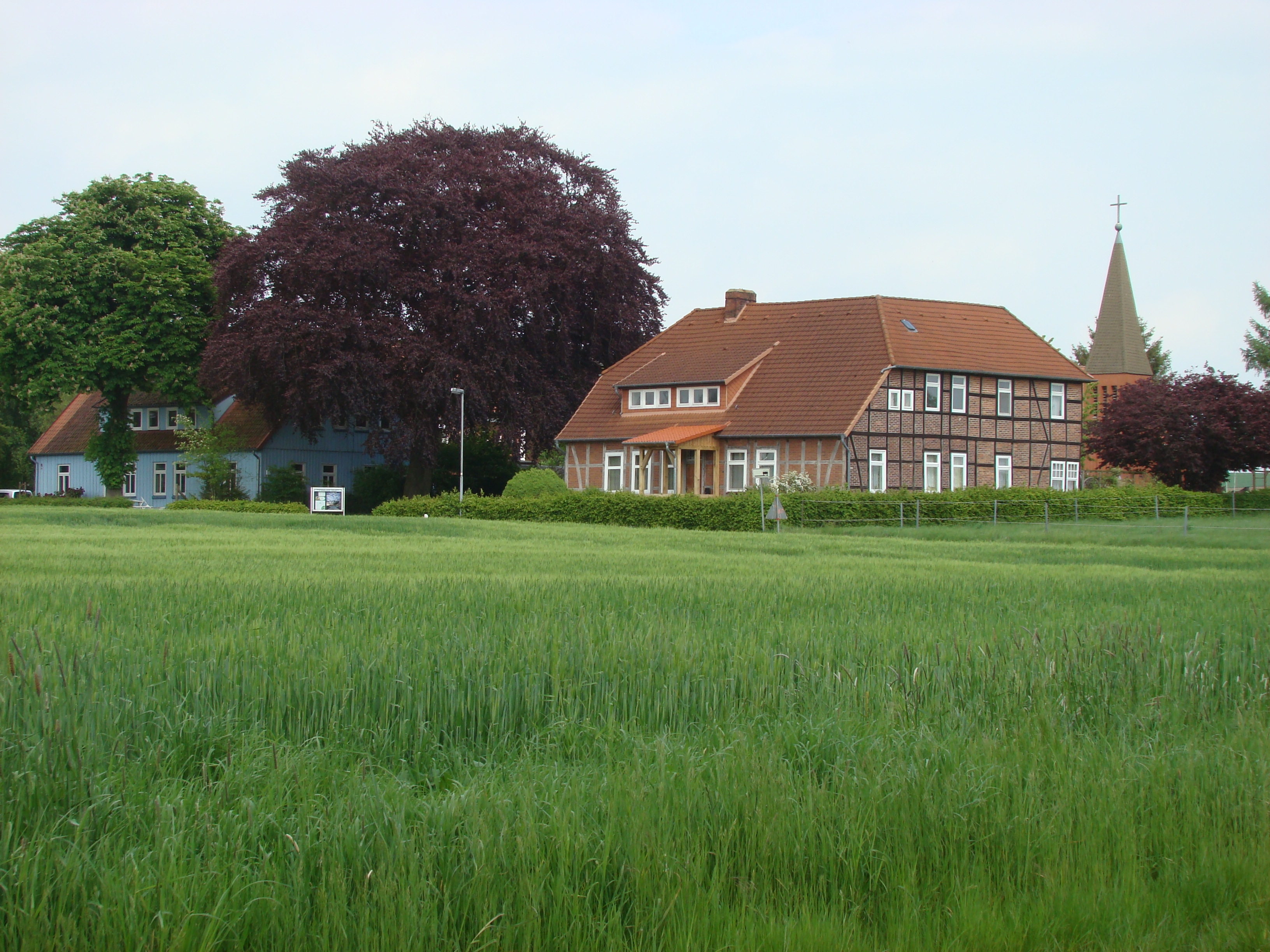
Lutherische Kirchenmission, Pfarrhaus und St.-Johannis-Kirche in Bleckmar

Das Diakonische Werk der SELK ist Mitglied im Diakonischen Werk der Evangelischen Kirche in Deutschland und unterhält verschiedene diakonische Einrichtungen. Darunter ist u. a. das Krankenhaus Naëmi-Wilke-Stift in Guben, das Kinder- und Jugendheim Sperlingshof und einige Senioreneinrichtungen, z. B. das Alten- und Pflegeheim „Gertrudenstift“ in Baunatal-Großenritte.

### Mission
Die SELK ist Trägerin der Lutherischen Kirchenmission (Bleckmarer Mission) e. V. Dieses Missionswerk wurde 1892 von der damaligen Hannoverschen Evangelisch-Lutherischen Freikirche gegründet. Seit 1897 besteht das Missionshaus in Bleckmar. Der derzeitige Leiter ist Missionsdirektor Roger Zieger. Die Lutherische Kirchenmission unterhält Missionsprojekte in Deutschland (Berlin-Marzahn, Cottbus-Döbbrick und Leipzig), dem südlichen Afrika (Botswana und Südafrika) und Brasilien. Es gibt auch Aktivitäten in ostasiatischen und anderen europäischen Ländern.

### Ausbildung
Die in Oberursel (Taunus) beheimatete Lutherische Theologische Hochschule ist ebenfalls in der Trägerschaft der SELK. Hier findet ein Teil der Ausbildung des theologischen Nachwuchses dieser Kirche statt. Diese Ausbildungsstätte ist eine staatlich anerkannte wissenschaftliche Hochschule. Ihre Professoren sind zugleich Pfarrer ihrer Kirche.
Für die Ausbildung der Vikare und Pastoralreferentinnen unterhält die SELK ein Praktisch Theologisches Seminar (PTS). Dort erfahren Vikare, Pastoralreferentinnen und Pfarrvikare eine Praxis begleitende weitergehende Ausbildung neben der eigentlichen Ausbildung in den Gemeinden.

### Weitere kirchliche Werke
Für die verschiedene Bereichen des kirchlichen Lebens unterhält die SELK weitere Werke und Institutionen (Jugendwerk, Amt für Kirchenmusik, Bausteinsammlung zur Unterstützung kirchlicher Bauprojekte, Amt für die Kindergottesdienstarbeit, Kommission für kirchlichen Unterricht, Amt für Gemeindedienst, Liturgische Kommission, Beauftragter für Weltanschauungsfragen, Referent für Seniorenarbeit u. a.).
Viele dieser Aufgaben geschehen ehren- oder nebenamtlich. Hauptamtliche Mitarbeiter wie z. B. Kirchenmusiker sind in der Regel nur überregional tätig und nicht einzelnen Gemeinden zugeordnet, ihre Hauptaufgabe besteht in der Anleitung und Unterstützung ehrenamtlicher Mitarbeiter vor Ort.

## Kirchliche Außenbeziehungen

### Kirchengemeinschaft

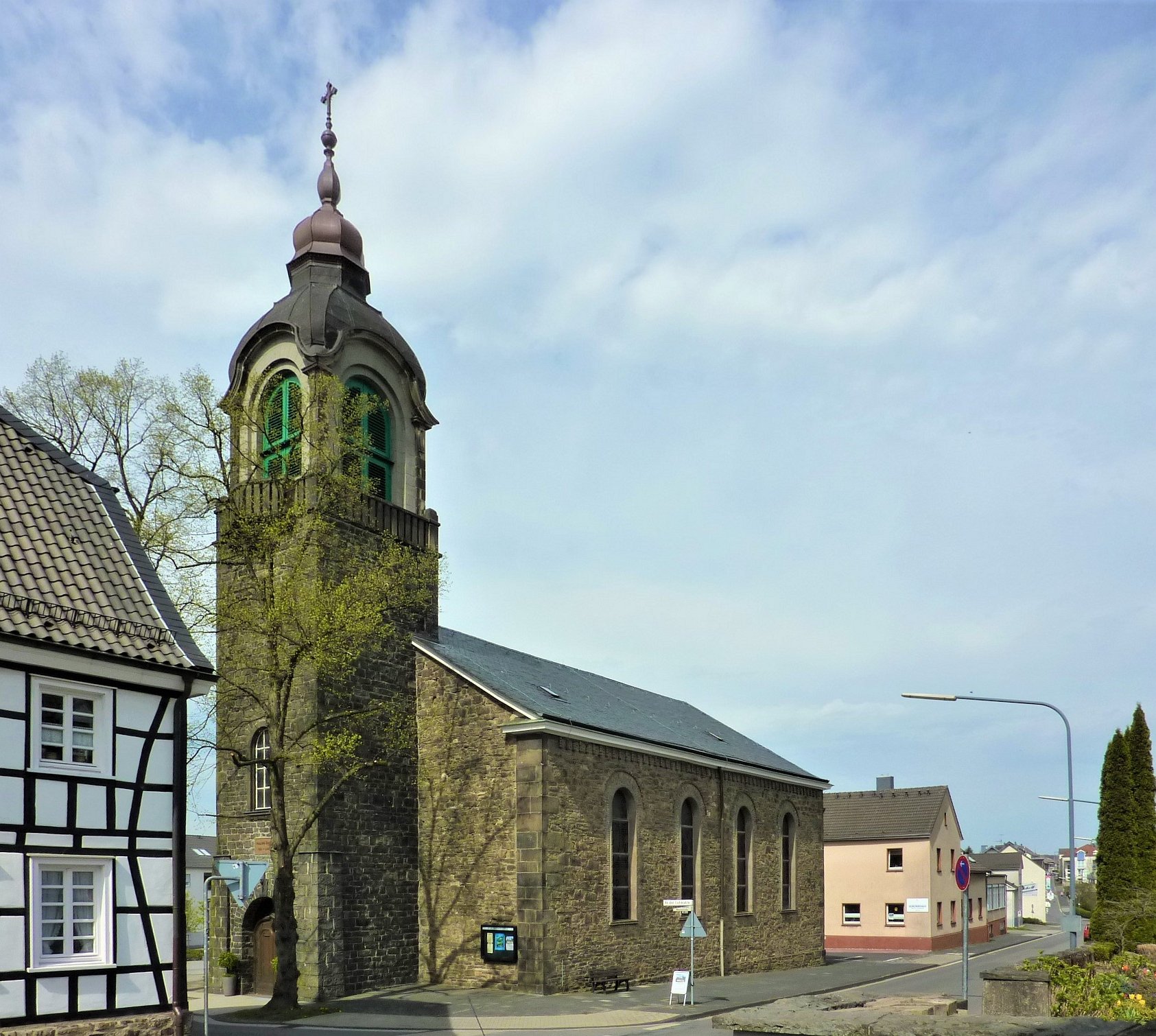
Radevormwald, Evangelisch-Lutherische Martini-Kirche

Volle Kirchen- und Abendmahlsgemeinschaft unterhält die SELK zu solchen lutherischen Bekenntniskirchen, mit denen Einheit in Lehre und Leben, faktisch und juristisch (de facto et de jure) besteht. So hat sie beispielsweise volle Kirchen- und Abendmahlsgemeinschaft mit folgenden Kirchen:
- Lutherische Kirche im südlichen Afrika (LCSA)
- Freie Evangelisch-Lutherische Synode in Südafrika (FELSISA)
- Lutherische Kirche – Missouri-Synode (LC-MS) in den USA
- Lutherische Kirche Kanada (LCC)
- Evangelisch-Lutherische Kirche Lettlands (LELB)
- Evangelisch-Lutherische Missionsprovinz von Schweden
- Evangelisch-Lutherische Kirche von England (ELCE)
- Evangelisch-Lutherische Kirche – Synode von Frankreich (EEL-SF)
- Evangelisch-Lutherische Kirche in Belgien (ELKB)
- Portugiesische Evangelisch-Lutherische Kirche (IELP)
- Spanische Evangelisch-Lutherische Kirche
- Evangelisch-Lutherische Kirche von Brasilien (IELB)
- Evangelisch-Lutherische Missionsdiözese von Finnland (Lhpk)
- Evangelisch-Lutherische Diözese in Norwegen (DelsiN)
- Evangelisch-Lutherische Kirche Argentiniens (IELA)
- Amerikanischer Verband Lutherischer Kirchen (AALC)
- Lutherische Kirchensynode von Nicaragua (ILSN)
- Evangelisch-Lutherische Concordiagemeinde Celle

Die Kirchengemeinschaft mit der Evangelisch-Lutherischen Kirche in Baden (ELKiB, nicht zu verwechseln mit der Evangelischen Landeskirche in Baden) ist aufgrund der Praxis der Frauenordination in dieser Kirche aktuell eingeschränkt und kann nicht eingefordert werden. Die Kirchengemeinschaft mit der Evangelisch-Lutherischen Freikirche wurde zwar 1984 von der ELFK suspendiert, aber die SELK hält an der bestehenden Kirchengemeinschaft fest.

### Partnerschaftliche Beziehungen zu anderen lutherischen Kirchen
Seit einigen Jahren bestehen partnerschaftliche Beziehungen zu Kirchen in Osteuropa, die vertraglich vereinbart sind, aber unterhalb der Kirchen- und Abendmahlsgemeinschaft liegen, z. B.:
- Evangelisch-Lutherische Kirche in Litauen
- Evangelisch-Lutherische Ingermanlandkirche in Russland
- Schlesische Evangelische Kirche Augsburgischen Bekenntnisses in der Tschechischen Republik

### Mitgliedschaft in lutherischen Organisationen
Die SELK ist Mitglied der Europäischen Lutherischen Konferenz und des Internationalen Lutherischen Rates.

### Übertrittsvereinbarungen zwischen SELK und Gliedkirchen der EKD
Zwischen der Selbständigen Evangelisch-Lutherischen Kirche (SELK) und Gliedkirchen der Evangelischen Kirche in Deutschland (EKD) gibt es Vereinbarungen zum Übertritt in die jeweils andere Kirche. Diese Übertrittsvereinbarungen gelten für einzelne Gemeindeglieder, die einen Übertritt vollziehen wollen. Inhaltlich bedeutet dies, dass beispielsweise Glieder von Landeskirchen keinen Kirchenaustritt aus ihrer Kirche, sondern beim zuständigen Pfarramt ihren Übertritt erklären. Entsprechende Meldungen werden – auch an das Finanzamt bzgl. der Kirchensteuer – von den Pfarrämtern vorgenommen.
Diese Übertrittsvereinbarungen gelten jedoch nicht für ganze Kirchengemeinden. Wollen Kirchengemeinden ihren Kirchenkörper wechseln, haben – beispielsweise bei Aufnahme von Kirchengemeinden aus den Landeskirchen oder anderen Kirchenkörpern in die SELK – das Kollegium der Superintendenten und die Kirchenleitung darüber zu befinden.
Mit nachstehenden Gliedkirchen der EKD hat die SELK Übertrittsvereinbarungen:
- Evangelisch-Lutherische Landeskirche Sachsens[44]
- Evangelisch-lutherische Landeskirche in Braunschweig[45]
- Evangelisch-Lutherische Landeskirche Hannovers[46]
- Evangelische Landeskirche in Baden[47]
- Evangelische Landeskirche in Württemberg[47]
- Evangelisch-Lutherische Landeskirche Schaumburg-Lippe[48]

### Ökumene
Die SELK arbeitet auf Bundesebene als Vollmitglied in der Arbeitsgemeinschaft Christlicher Kirchen (ACK) in Deutschland mit. Ebenso sind zahlreiche Kirchengemeinden Mitglieder lokaler Arbeitsgemeinschaften Christlicher Kirchen. Kirchen- und Abendmahlsgemeinschaft zwischen der SELK und den Gliedkirchen der EKD besteht nicht, da beispielsweise in der Frage des Abendmahlsverständnisses keine Lehrübereinstimmung festgestellt wurde. Darum ist die SELK weder Mitglied der Vereinigten Evangelisch-Lutherischen Kirche (VELKD) noch des Lutherischen Weltbundes (LWB) oder der Evangelischen Kirche Deutschlands (EKD). Dennoch arbeitet sie in Ausschüssen der VELKD, im Martin-Luther-Bund, im Diakonischen Werk der EKD und in der Deutschen Bibelgesellschaft mit.

## Persönlichkeiten der SELK und ihrer Vorgängerkirchen

### Theologen
- Siegfried Anthes (1861–1925)

- Christoph Barnbrock (* 1975)
- Hartmut Bartmuß (* 1944)
- Achim Behrens (* 1967)
- Wilhelm Friedrich Besser (1816–1884)
- Julius Diedrich (1819–1890)
- Ludwig Otto Ehlers (1805–1877)
- Carl Eichhorn (1810–1890)
- Werner Elert (1885–1954)
- Georg Froböß (1854–1917)
- Max Frommel (1830–1890)
- Meik Gerhards (* 1970)
- Hartmut Günther (1931–2008)
- Ferdinand Guericke (1803–1878)
- Theodor Harms (1819–1885)
- Peter Hauptmann (1928–2016)
- Gottfried Hoffmann (1930–2016)
- Albert Friedrich Heinrich David Hollaz (1811–1849)
- Friedrich Wilhelm Hopf (1910–1982)
- Johannes Junker (* 1932)
- Karl Friedrich August Kahnis (1814–1888)
- Jan Kilian (1811–1884)
- Hans Kirsten (1902–1994)
- Martin Kiunke (1898–1983)
- Werner Klän (* 1952)
- Richard Laabs (1895–1979)
- Friedrich Lasius (1806–1884)
- Arno Lehmann (1901–1984)
- Detlef Lehmann (1934–1988)
- Karl Mützelfeldt (1881–1955)
- Julius Nagel (1809–1884)
- Christian Neddens (* 1972)
- Wilhelm Oesch (1896–1982)
- Emil Rausch (1807–1884)
- Rudolf Rocholl (1822–1905)
- Wilhelm Rohnert (1837–1908)
- Gerhard Rost (1922–2003), Bischof
- Diethardt Roth (* 1941), Bischof
- Jorg Christian Salzmann (* 1956)
- Hermann Sasse (1895–1976)
- Johann Gottfried Scheibel (1783–1843)
- Jobst Schöne (1931–2021), Bischof
- Matthias Schulz (1900–1981)
- Gilberto da Silva (* 1965)
- Georg Stöckhardt (1842–1913)
- Volker Stolle (* 1940)
- Hans-Jörg Voigt (* 1962), Bischof
- Armin Wenz (* 1965)
- Johann Georg Wermelskirch (1803–1872)
- Theodor Werner (1892–1973)

### Personen des öffentlichen Lebens
- Hans Apel (1932–2011), Politiker (SPD)
- Albrecht Bail (1915–1991), Agrarwissenschaftler
- Heinz Bauer (* 1939), Verleger
- Georg Albrecht zu Erbach-Erbach (1844–1915), Standesherr, Mitglied der Ersten Kammer der Landstände des Großherzogtums Hessen, Reichsrat der Krone Bayerns
- Arthur zu Erbach-Erbach (1849–1908), Vertreter der Standesherrschaft Erbach-Erbach in der Ersten Kammer der Landstände des Großherzogtums Hessen
- Eberhard zu Erbach-Erbach (1886–1917), Vertreter der Standesherrschaft Erbach-Erbach in der Ersten Kammer der Landstände des Großherzogtums Hessen
- Alexander zu Erbach-Erbach (1891–1952), letzter Vertreter der Standesherrschaft Erbach-Erbach in der Ersten Kammer der Landstände des Großherzogtums Hessen
- Franz zu Erbach-Erbach und von Wartenberg-Roth (1925–2015), Chef der Familie Erbach-Erbach, Mitbegründer des Deutschen Elfenbeinmuseums
- Alfred zu Erbach-Fürstenau (1813–1874), Standesherr und Politiker
- Alfred zu Erbach-Fürstenau (1905–1988), Politiker (CDU)
- Philipp Eduard Huschke (1801–1886), Jurist und Hochschullehrer
- Rita von Gaudecker (1879–1968), Schriftstellerin
- Johannes Gross (1932–1999), Publizist und Journalist
- Jürgen Ponto (1923–1977), Bankier
- Theodor Rocholl (1854–1933), Maler, Grafiker und Schriftsteller
- Christian Salzmann (1931–2018), Pädagoge und Hochschullehrer
- Friedrich Schadeberg (1920–2018), Unternehmer, Bierbrauer
- Volker Schimpff (* 1954), Museologe und Politiker (CDU)
- Albrecht Schöne (1925–2025), Germanist und Hochschullehrer
- Kristina Schröder (* 1977), Politikerin (CDU)
- Andreas Schulz (* 1961), Intendant/Direktor des Leipziger Gewandhauses
- Silvia Sommerlath (* 1943), Königin von Schweden
- Axel Springer (1912–1985), Zeitungsverleger
- Friede Springer (* 1942), Verlegerin
- Henrich Steffens (1773–1845), Philosoph, Naturforscher, Hochschullehrer und Dichter
- Erika Steinbach (* 1943), Politikerin (bis 2017 CDU, seit 2022 AfD), Vorsitzende der Desiderius-Erasmus-Stiftung
- Martin Stier (1903–1945), Richter am Volksgerichtshof
- Wolfgang Stock (* 1959), Journalist, Berater, Politiker (CDU), Generalsekretär des Verbands Evangelischer Bekenntnisschulen
- Adolf von Thadden-Trieglaff (1796–1882), Gutsbesitzer und Politiker
- Magdalene von Tiling (1877–1974), Religionspädagogin und Politikerin (DNVP)
- Rudolf Voltolini (1819–1889), Mediziner und HNO-Arzt
- Alexander von Wartensleben (1807–1883), preußischer Beamter und Politiker
- Johannes Winkler (1897–1947), Theologe und Raketeningenieur